# Lindauella pyrenocarpoidea
Lindauella pyrenocarpoidea är en svampart som beskrevs av Rehm 1900. Lindauella pyrenocarpoidea ingår i släktet Lindauella, ordningen Phyllachorales, klassen Sordariomycetes, divisionen sporsäcksvampar och riket svampar.   Inga underarter finns listade i Catalogue of Life.